# Boost (film, 2016)
Pour les articles homonymes, voir Boost.
Pour plus de détails, voir Fiche technique et Distribution.
Boost est un film québécois réalisé par Darren Curtis (en) sorti en 2016 et mettant en vedette Nabil Rajo (en) et Jahmil French (en).

## Synopsis
Hakeem et Anthony, deux adolescents inséparables depuis leur enfance, vivant dans le quartier multiethnique Parc-Extension de Montréal, travaillent après l'école au lave-auto de l'oncle de Hakeem. Mais, en même temps, ils repèrent des voitures de luxe pour les criminels locaux. Un jour, Anthony réussit à convaincre Hakeem de voler eux-mêmes une voiture. Cela aura des conséquences.

## Fiche technique
Source : IMDb et Films du Québec
- Titre original : Boost
- Titre français : Boost
- Réalisation : Darren Curtis (en)
- Scénario : Darren Curtis
- Musique : CFCF (en) (Michael Silver)
- Direction artistique : Frédérique Cournoyer-Lessard
- Costumes : Eugénie Clermont
- Maquillage et coiffure : Josianne Cournoyer
- Photographie : Pawel Pogorzelski
- Son : Bobby O'Malley, Benoît Dame, Catherine Van Der Donckt, Philippe Attié
- Montage : Jared Curtis
- Production : Kieran Crilly, Frederic Bohbot, Darren Curtis
- Société de production : Havelock Films, Bunbury Films
- Sociétés de distribution : Filmoption International
- Budget : 1 million $ CA
- Pays de production :  Canada
- Langue originale : anglais
- Format : couleur
- Genre : drame
- Durée : 103 minutes
- Dates de sortie :
  - Canada : 8 octobre 2016 (première au Festival du nouveau cinéma de Montréal)
  - Canada : 7 avril 2017 (sortie en salle au Québec)
  - Canada : 23 janvier 2018 (VSD) et (DVD)
  - France : 23 mars 2018 (Festival du film canadien de Dieppe)
  - France : 26 mai 2018 (sortie en salle)
- Classification :
  - Québec : 13 ans et plus (Langage vulgaire)[2]

## Distribution
- Nabil Rajo (en) : Hakeem Nour
- Jahmil French (en) : Anthony « A-Mac » Macdonald
- Ntare Mwine : Ramaz « Ram »
- Fanny Mallette : madame Tessier, professeur
- Brent Skagford : Ilija
- Marc Rowland : Aleksy
- Patrick Goyette : détective Bélanger
- Olunike Adeliyi : la mère de Hakeem
- Juliette Gariépy : Maxine
- Juliette Gosselin : Anna
- Théodore Pellerin : Dev
- Jean Petitclerc : monsieur DiBiase, professeur